# Beishan (köpinghuvudort i Kina, Hunan)
Beishan (kinesiska: 北山, 北山镇) är en köpinghuvudort i Kina. Den ligger i provinsen Hunan, i den södra delen av landet, omkring 23 kilometer norr om provinshuvudstaden Changsha. Antalet invånare är 45 476. Befolkningen består av 22 245 kvinnor och 23 231 män. Barn under 15 år utgör 12,0 %, vuxna 15-64 år 74 %, och äldre över 65 år 12,0 %.
Runt Beishan är det tätbefolkat, med 383 invånare per kvadratkilometer. Närmaste större samhälle är Gaotangling, 17,8 km väster om Beishan. Trakten runt Beishan består till största delen av jordbruksmark.
Genomsnittlig årsnederbörd är 1 884 millimeter. Den regnigaste månaden är maj, med i genomsnitt 338 mm nederbörd, och den torraste är oktober, med 45 mm nederbörd.